# Case Western Reserve Spartans
Los Case Western Reserve Spartans (en español, Espartanos de la Universidad Case de la Reserva Occidental) son la representación atlética que representa a la Universidad Case de la Reserva Occidental (CWRU) localizada en Cleveland, Ohio y que actualmente compite en la NCAA Division III. Milita en la University Athletic Association (UAA) excepto en fútbol americano donde participa en la Presidents' Athletic Conference (PAC).
El equipo participa en 19 deportes (10 en masculino y 9 en femenino) y en sus uniformes llevan un parche conmemorativo en homenaje a Marion Frank Rudy, quien inventó la suela de aire de los tenis Nike.

## Historia

### Origen
El equipo nace luego de que las universidades Western Reserve y Case Institute of Technology se fusionan en 1967 como los Western Reserve Case Red Cats, el que usaron por tres años luego de que lo cambiaran por su nombre actual.

### Conferencias
Los Case Western Reserve Spartans han sido fundadores de cinco conferencias:
- Ohio Athletic Conference (OAC), 1902 (Case Tech y Western Reserve)
- Mid-American Conference (MAC), 1946 (Western Reserve)[1]
- Presidents' Athletic Conference (PAC), 1955 (Case Tech y Western Reserve)
- North Coast Athletic Conference (NCAC), 1984 (Case Western Reserve)
- University Athletic Association (UAA),  1986 (Case Western Reserve)

## Campeonatos Nacionales de la NCAA
| Año  | Campeón              | Nombre               | Deporte              | Evento                  |
| ---- | -------------------- | -------------------- | -------------------- | ----------------------- |
| 1968 | Case                 | C.B. Crouse          | Atletismo            | Lanzamiento de disco    |
| 1987 | Case Western Reserve | Vincent Van Burik    | Atletismo            | 800 m                   |
| 1988 | Case Western Reserve | John Bradshaw        | Natación             | 100 m mariposa          |
| 1989 | Case Western Reserve | John Bradshaw        | Natación             | 100 m mariposa          |
| 1990 | Case Western Reserve | Sheila Ballado       | Atletismo            | 100 m vallas            |
| 1990 | Case Western Reserve | Kevin Luthy          | Atletismo            | Decatlón                |
| 1991 | Case Western Reserve | Kevin Luthy          | Atletismo            | Decatlón                |
| 1992 | Case Western Reserve | Jay Gindin           | Natación             | 200 m mariposa          |
| 1994 | Case Western Reserve | Chris Ricklic        | Lucha olímpica       | 167 libras              |
| 1995 | Case Western Reserve | Leslie Kindling      | Atletismo bajo techo | Salto de altura         |
| 1995 | Case Western Reserve | Chris Ricklic        | Lucha olímpica       | 167 libras              |
| 1995 | Case Western Reserve | Leslie Kindling      | Atletismo            | Heptatlón               |
| 1996 | Case Western Reserve | Derek Messmer        | Lucha olímpica       | Peso pesado             |
| 2003 | Case Western Reserve | Alicia Kendig        | Natación             | 500 m libre             |
| 2008 | Case Western Reserve | Esther Erb           | Atletismo            | 10 000 m                |
| 2010 | Case Western Reserve | Isaac Dukes          | Lucha olímpica       | 149 libras              |
| 2010 | Case Western Reserve | Obinna Nwanna        | Atletismo            | Decatlón                |
| 2014 | Case Western Reserve | Eric Klawitter       | Tenis                | Dobles                  |
| 2014 | Case Western Reserve | Christopher Krimbill | Tenis                | Dobles                  |
| 2019 | Case Western Reserve | Cassandra Laios      | Atletismo            | Lanzamiento de martillo |

- Fuente:[2]

## Deportes

### Secciones Activas
| Hombres                                                   | Mujeres             |
| Baseball                                                  | Basketball          |
| Basketball                                                | Cross country       |
| Cross country                                             | Fútbol              |
| Fútbol americano                                          | Softball            |
| Fútbol                                                    | Natación y clavados |
| Natación y clavados                                       | Tenis               |
| Tenis                                                     | Atletismo†          |
| Atletismo†                                                | Voleibol            |
| Lucha olímpica                                            |                     |
| † – Atletismo incluye secciones en exterior y bajo techo. |                     |

### Títulos

#### Fútbol Americano
Títulos de Conferencia:
| Año  | Campeón              | Entrenador        | Conferencia         | Playoff                                          |
| ---- | -------------------- | ----------------- | ------------------- | ------------------------------------------------ |
| 1902 | Case                 | Joseph Wentworth  | OAC                 |                                                  |
| 1903 | Case                 | Joseph Wentworth  | OAC                 |                                                  |
| 1904 | Case                 | Joseph Wentworth  | OAC                 |                                                  |
| 1905 | Case                 | Joseph Wentworth  | OAC                 |                                                  |
| 1907 | Western Reserve      | William B. Seaman | OAC                 |                                                  |
| 1908 | Western Reserve      | William B. Seaman | OAC                 |                                                  |
| 1915 | Western Reserve      | Walter D. Powell  | OAC                 |                                                  |
| 1932 | Case                 | Ray Ride          | OAC                 |                                                  |
| 1933 | Case                 | Ray Ride          | Big Four Conference |                                                  |
| 1934 | Western Reserve      | Sam Willaman      | Big Four Conference |                                                  |
| 1935 | Western Reserve      | Bill Edwards      | Big Four Conference |                                                  |
| 1936 | Western Reserve      | Bill Edwards      | Big Four Conference |                                                  |
| 1937 | Western Reserve      | Bill Edwards      | Big Four Conference |                                                  |
| 1938 | Western Reserve      | Bill Edwards      | Big Four Conference |                                                  |
| 1940 | Western Reserve      | Bill Edwards      | Big Four Conference | Ganó el Sun Bowl                                 |
| 1941 | Case                 | Ray Ride          | OAC                 |                                                  |
| 1941 | Western Reserve      | Tom Davies        | Big Four Conference |                                                  |
| 1942 | Western Reserve      | Tom Davies        | Big Four Conference |                                                  |
| 1955 | Western Reserve      | Eddie Finnigan    | PAC                 |                                                  |
| 1958 | Western Reserve      | Eddie Finnigan    | PAC                 |                                                  |
| 1960 | Western Reserve      | Eddie Finnigan    | PAC                 |                                                  |
| 1984 | Case Western Reserve | Jim Chapman       | NCAC                |                                                  |
| 1988 | Case Western Reserve | Ronald Stuckey    | UAA                 |                                                  |
| 1996 | Case Western Reserve | Regis Scafe       | UAA                 |                                                  |
| 2007 | Case Western Reserve | Greg Debeljak     | UAA                 | Ganó vs Widener, Perdió vs Wabash                |
| 2008 | Case Western Reserve | Greg Debeljak     | UAA                 | Perdió vs Wabash                                 |
| 2009 | Case Western Reserve | Greg Debeljak     | UAA                 | Perdió vs Trine                                  |
| 2011 | Case Western Reserve | Greg Debeljak     | UAA                 |                                                  |
| 2016 | Case Western Reserve | Greg Debeljak     | UAA                 |                                                  |
| 2017 | Case Western Reserve | Greg Debeljak     | PAC & UAA           | Ganó vs Illinois Wesleyan, Perdió vs Mount Union |
| 2019 | Case Western Reserve | Greg Debeljak     | PAC                 | Perdió vs Union                                  |

#### Cross Country

##### Masculino
Títulos de Conferencia:
| Año  | Campeón              | Entrenador       | Conferencia | All-Ohio             | Playoff                    |  |
| ---- | -------------------- | ---------------- | ----------- | -------------------- | -------------------------- |  |
| 1947 | Case                 | Claude B. Sharer | OAC         |                      | 12° Nacional               |  |
| 1958 | Case                 | Bill Sudeck      | PAC         |                      |                            |  |
| 1967 | Case                 | Bill Sudeck      | PAC         |                      |                            |  |
| 1968 | Case                 | Bill Sudeck      | PAC         |                      |                            |  |
| 1969 | Case                 | Bill Sudeck      | PAC         |                      | 27° Nacional               |  |
| 1970 | Case                 | Bill Sudeck      | PAC         |                      |                            |  |
| 1971 | Case Western Reserve | Bill Sudeck      | PAC         | 13.º (All Divisions) | 40° Nacional               |  |
| 1972 | Case Western Reserve | Bill Sudeck      | PAC         |                      | 26° Nacional               |  |
| 1973 | Case Western Reserve | Bill Sudeck      | PAC         | 5.º (All-Divisions)  | 12° Nacional               |  |
| 1974 | Case Western Reserve | Bill Sudeck      | PAC         | 12.º (All-Divisions) | 15° Nacional               |  |
| 1975 | Case Western Reserve | Bill Sudeck      | PAC         | 2.º (All-Divisions)  | 13° Nacional               |  |
| 1976 | Case Western Reserve | Bill Sudeck      | PAC         | 3.º                  | 20° Nacional               |  |
| 1977 | Case Western Reserve | Bill Sudeck      | PAC         | 12.º (All-Divisions) | 21° Nacional               |  |
| 1985 | Case Western Reserve | Bill Sudeck      | NCAC        | 5.º (All-Divisions)  | 2.º Regional, 18° Nacional |  |
| 1986 | Case Western Reserve | Bill Sudeck      | NCAC        | 9.º (All-Divisions)  | 1.º Regional, 7° Nacional  |  |
| 1988 | Case Western Reserve | Bill Sudeck      | NCAC        | 15.º (All-Divisions) | 6.º Regional               |  |
| 1992 | Case Western Reserve | Bill Sudeck      | All-Ohio    |                      |                            |  |
| 1993 | Case Western Reserve | Bill Sudeck      | NCAC        | 1.º All-Ohio         |                            |  |
| 1993 | Case Western Reserve | Bill Sudeck      | UAA         |                      |                            |  |
| 1994 | Case Western Reserve | Bill Sudeck      | NCAC        | 3.º                  | 4.º Regional               |  |
| 2008 | Case Western Reserve | Kathy Lanese     | All-Ohio    |                      | 5.º Regional, 29° Nacional |  |

Campeones Individuales:
| Año  | Atleta             | Universidad             | Conferencia |
| ---- | ------------------ | ----------------------- | ----------- |
| 1959 | Guido Wernicke     | Case Institute of Tech. | PAC         |
| 1966 | John Papp          | Case Institute of Tech. | PAC         |
| 1967 | Paul Ehrlich       | Western Reserve         | PAC         |
| 1970 | Jim Detweiler      | Case Institute of Tech. | PAC         |
| 1971 | Greg Williams      | Case Western Reserve    | PAC         |
| 1971 | Jeff Tanchon       | Case Western Reserve    | PAC         |
| 1972 | Greg Bowser        | Case Western Reserve    | PAC         |
| 1973 | Greg Bowser        | Case Western Reserve    | PAC         |
| 1974 | Greg Bowser        | Case Western Reserve    | PAC         |
| 1975 | Peter Kummant      | Case Western Reserve    | PAC         |
| 1976 | Peter Kummant      | Case Western Reserve    | PAC         |
| 1977 | Peter Kummant      | Case Western Reserve    | PAC         |
| 1978 | Peter Kummant      | Case Western Reserve    | PAC         |
| 1985 | Mark Roshon        | Case Western Reserve    | NCAC        |
| 1989 | Karl Knoll         | Case Western Reserve    | NCAC        |
| 1993 | Steve Cullen       | Case Western Reserve    | NCAC        |
| 1994 | Brian Casselberry  | Case Western Reserve    | NCAC        |
| 2003 | Steve Hrinda       | Case Western Reserve    | All-Ohio    |
| 2004 | Aaron Johnson-Peck | Case Western Reserve    | UAA         |
| 2008 | Dominic Smith      | Case Western Reserve    | All-Ohio    |
| 2016 | Sam Merriman       | Case Western Reserve    | All-Ohio    |

##### Femenil
Títulos de Conferencia:
| Año  | Campeona             | Entrenador   | Conferencia | Playoff                     |
| ---- | -------------------- | ------------ | ----------- | --------------------------- |
| 2006 | Case Western Reserve | Kathy Lanese | UAA         | 1.º Regional, 10° Nacional  |
| 2008 | Case Western Reserve | Kathy Lanese | UAA         | 2.º Regional, 16° Nationals |

#### Baloncesto

##### Masculino
El primer equipo de Western Reserve se creó en 1897, solo seis años después de que el deporte fuera inventado por el Dr. James Naismith.  Case Tech jugó su primera temporada en 1912.
El primer evento deportivo universitario televisado en Cleveland fue el 18 de diciembre de 1947, cuando el equipo de baloncesto de Western Reserve venció a Fenn College, actualmente los Cleveland State Vikings en el Adelbert Gym 63-26.
Títulos de Conferencia:
| Año  | Campeón | Entrenador           | Conferencia | Playoff |
| ---- | ------- | -------------------- | ----------- | ------- |
| 1961 | Case    | Philip K. "Nip" Heim | PAC         |         |
| 1970 | Case    | Bill Sudeck          | PAC         |         |

#### Béisbol
Títulos de Conferencia:
| Año  | Campeón              | Entrenador        | Conferencia | Playoff                                                                            |
| ---- | -------------------- | ----------------- | ----------- | ---------------------------------------------------------------------------------- |
| 1967 | Western Reserve      | Flory Mauriocourt | PAC         |                                                                                    |
| 1968 | Western Reserve      | Flory Mauriocourt | PAC         |                                                                                    |
| 2013 | Case Western Reserve | Matt Englander    | UAA         | Ganó vs St. Scholastica, St. Thomas, Perdió vs Wisc-Whitewater, Wisc-Stevens Point |
| 2014 | Case Western Reserve | Matt Englander    | UAA         | Ganó vs Thomas More, La Roche, and Widener, Perdió vs Salisbury                    |
| 2018 | Case Western Reserve | Matt Englander    | UAA         |                                                                                    |
| 2019 | Case Western Reserve | Matt Englander    | -           | Ganó vs Otterbein, Rochester, Perdió vs Wooster                                    |

#### Softbol
Títulos de Conferencia:
| Año  | Campeón              | Entrenador  | Conferencia | Playoff |
| ---- | -------------------- | ----------- | ----------- | --- |
| 1997 | Case Western Reserve | ?           | UAA         | |
| 1998 | Case Western Reserve | ?           | UAA         | |
| 1999 | Case Western Reserve | ?           | UAA         | |
| 2001 | Case Western Reserve | ?           | no título   | ? |
| 2014 | Case Western Reserve | Josie Henry | UAA         | |
| 2018 | Case Western Reserve | Josie Henry | no título   | Perdió vs Ohio Northern, Ganó vs Mt. Aloysius, Won vs St. Mary's, Ganó vs Ohio Northern, Ganó vs Ohio Northern, Ganó vs Hope, Perdió vs Hope, Ganó vs Hope, Perdió vs Texas-Tyler, Ganó vs Rowan, Perdió vs Luther |

#### Fútbol

##### Masculino
Títulos de Conferencia:
| Año  | Campeón              | Entrenador                           | Conferencia | Playoff                                                             |
| ---- | -------------------- | ------------------------------------ | ----------- | ------------------------------------------------------------------- |
| 1958 | Case                 | Claude B. Sharer                     | PAC         |                                                                     |
| 1960 | Case                 | Claude B. Sharer                     | PAC         |                                                                     |
| 1961 | Case                 | Claude B. Sharer                     | PAC         |                                                                     |
| 1962 | Case                 | Claude B. Sharer                     | PAC         |                                                                     |
| 1965 | Case                 | Claude B. Sharer                     | PAC         |                                                                     |
| 1966 | Case                 | Claude B. Sharer                     | PAC         |                                                                     |
| 1967 | Case                 | Philip K. Heim "Nip" and Joe Siklosi | PAC         |                                                                     |
| 1968 | Western Reserve      | Ronald P. "Buzz" Ellis               | PAC         |                                                                     |
| 1969 | Case                 | Eric Dobson                          | PAC         |                                                                     |
| 2006 | Case Western Reserve | Dan Palmer                           | UAA         | Ganó vs Denison, Empató vs Ohio Wesleyan                            |
| 2011 | Case Western Reserve | Dan Palmer                           | UAA         | Ganó vs DePauw, Perdió vs Ohio Northern                             |
| 2018 | Case Western Reserve | Brandon Bianco                       | no title    | Ganó vs Keystone, Ganó vs Capital, Ganó vs Kenyon, Perdió vs Calvin |

##### Femenil
Títulos de Conferencia:
| Año  | Campeón              | Entrenador     | Conferencia | Plawyoff                                                  |
| ---- | -------------------- | -------------- | ----------- | --------------------------------------------------------- |
| 2011 | Case Western Reserve | Tiffany Crooks | no título   | Ganó vs Lebanon Valley, Perdió vs Cortland State          |
| 2019 | Case Western Reserve | Jen Simonetti  | no título   | Empató vs Wooster                                         |
| 2021 | Case Western Reserve | Jen Simonetti  | no título   | Ganó vs Chatham, Ganó vs Ohio Northern, Perdió vs Chicago |

#### Atletismo

##### Masculino
Títulos de Conferencia:
| Año  | Campeón              | Entrenador  | Conferencia | Playoff                     |
| ---- | -------------------- | ----------- | ----------- | --------------------------- |
| 1926 | Case                 |             | NE Ohio     |                             |
| 1927 | Case                 |             | NE Ohio     |                             |
| 1936 | Western Reserve      |             | Big Four    |                             |
| 1937 | Western Reserve      |             | Big Four    |                             |
| 1941 | Case                 |             | Big Four    |                             |
| 1958 | Western Reserve      | Herbert Bee | PAC         |                             |
| 1959 | Western Reserve      | Herbert Bee | PAC         |                             |
| 1960 | Western Reserve      | Herbert Bee | PAC         |                             |
| 1967 | Case                 | Bill Sudeck | PAC         | 10.º All-Ohio               |
| 1968 | Case                 | Bill Sudeck | PAC         | 10.º Regional, 17° Nacional |
| 1970 | Case                 | Bill Sudeck | PAC         |                             |
| 1971 | Case                 | Bill Sudeck | PAC         |                             |
| 1972 | Case Western Reserve | Bill Sudeck | PAC         |                             |
| 1973 | Case Western Reserve | Bill Sudeck | PAC         |                             |
| 1974 | Case Western Reserve | Bill Sudeck | PAC         | T-32° Nacional              |
| 1975 | Case Western Reserve | Bill Sudeck | PAC         |                             |
| 1978 | Case Western Reserve | Bill Sudeck | PAC         | T-48° Nacional              |
| 1994 | Case Western Reserve | Bill Sudeck | NCAC        | T-36° Nacional              |
| 1994 | Case Western Reserve | Bill Sudeck | UAA         |                             |

#### Atletismo Bajo Techo

##### Masculino
Títulos de Conferencia:
| Año  | Campeón              | Entrenador  | Conferencia | Playoff |
| ---- | -------------------- | ----------- | ----------- | ------- |
| 1994 | Case Western Reserve | Bill Sudeck | NCAC        |         |
| 1995 | Case Western Reserve | Bill Sudeck | NCAC        |         |

#### Tenis

##### Masculino
Conference Titles:
| Año  | Campeón              | Entrenador          | Conferencia | Playoff |
| ---- | -------------------- | ------------------- | ----------- | ------- |
| 1965 | Western Reserve      | Arthur I. Rosenberg | PAC         |         |
| 1970 | Western Reserve      | Arthur I. Rosenberg | PAC         |         |
| 1971 | Western Reserve      | Arthur I. Rosenberg | PAC         |         |
| 1972 | Case Western Reserve | Douglas E. Mooney   | PAC         |         |
| 1973 | Case Western Reserve | Douglas E. Mooney   | PAC         |         |
| 1974 | Case Western Reserve | Douglas E. Mooney   | PAC         |         |
| 1975 | Case Western Reserve | Douglas E. Mooney   | PAC         |         |
| 1976 | Case Western Reserve | Douglas E. Mooney   | PAC         |         |
| 1977 | Case Western Reserve | Douglas E. Mooney   | PAC         |         |
| 1978 | Case Western Reserve | Douglas E. Mooney   | PAC         |         |
| 1979 | Case Western Reserve | Douglas E. Mooney   | PAC         |         |

#### Lucha Olímpica
Títulos de Conferencia:
| Año  | Campeón              | Entrenador      | Conferencia | Playoff |
| ---- | -------------------- | --------------- | ----------- | ------- |
| 1961 | Western Reserve      | Edward W. Lewis | PAC         |         |
| 1988 | Case Western Reserve | Bob Del Rosa    | UAA         |         |
| 1991 | Case Western Reserve | Bob Del Rosa    | UAA         |         |
| 1993 | Case Western Reserve | Bob Del Rosa    | UAA         |         |
| 1994 | Case Western Reserve | Bob Del Rosa    | UAA         |         |
| 1996 | Case Western Reserve | Bob Del Rosa    | UAA         |         |

## Títulos de la University Athletic Association
- Fútbol: 1988, 1996, 2007, 2008, 2009, 2011, 2016, 2017
- Lucha: 1988, 1991, 1993, 1994, 1996
- Softbol: 1997, 1998, 1999, 2014
- Béisbol: 2013, 2014, 2018
- Fútbol Masculino: 2006, 2011
- Cross Country Masculino: 1993, 2006, 2008
- Atletismo Masculino (Bajo Techo): 1994

## Olímpicos
| Año  | Campeón              | Nombre                  | Deporte            | Evento       | Medalla |
| ---- | -------------------- | ----------------------- | ------------------ | ------------ | ------- |
| 1932 | Western Reserve      | M. "Flip" Rowland Wolfe | Gimnasia           | Tumbling     | Oro     |
| 1952 | Case                 | William Kerslake        | Lucha              | Peso Pesado  |         |
| 1956 | Western Reserve      | Caldwell Esselstyn      | Remo               |              | Gold    |
| 1956 | Case                 | William Kerslake        | Lucha              | Peso Pesado  |         |
| 1956 | Western Reserve      | David Jenkins           | Patinaje artístico |              | Bronce  |
| 1960 | Case                 | William Kerslake        | Lucha              | Peso Pesado  |         |
| 1960 | Western Reserve      | David Jenkins           | Patinaje Artístico |              | Oro     |
| 1964 | Western Reserve      | Sandra Knott            | Atletismo          | 800 mts.     |         |
| 1980 | Case Western Reserve | Walter "Ty" Danco       | Luge               |              |         |
| 1996 | Case Western Reserve | Matt Ghaffari           | Lucha              | Greco-Romana | Plata   |

- Fuente:[8]